# The Hillbilly Thomists
The Hillbilly Thomists son una banda de bluegrass estadounidense compuesta por frailes de la Provincia de San José de la Orden Dominicana. Formada en la Casa de Estudios Dominicanos en Washington D. C., en 2014, la banda tocó música localmente como una forma de evangelización callejera antes de lanzar su primer álbum de estudio homónimo en 2017. La banda ha lanzado tres álbumes más: Living for the Other Side (2021), Holy Ghost Power (2022) y Marigold (2024), y su primer, tercer y cuarto álbum aparecen cerca de la cima de la lista de bluegrass de Billboard.
Austin Litke y Thomas Joseph White, ambos sacerdotes dominicos, fundaron la banda e inicialmente tocaron música tradicional irlandesa. La banda se expandió para incluir a Litke, White y ocho hermanos dominicanos en 2017; Litke y White siguen siendo miembros de la banda con otros seis dominicanos en 2024.
El nombre de la banda (que podría traducirse como «Los tomistas paletos») hace referencia a una carta de la escritora Flannery O'Connor. Leía con frecuencia la Suma teológica de Tomás de Aquino y creía que sus lectores no debían pensar en ella como una «nihilista paleta», sino como una «tomista paleta». La música de The Hillbilly Thomists se nutre de la música de los Apalaches y de los espirituales protestantes y presenta temas católicos.

## Historia

### Fundación (2014-2017)
La banda se originó con Austin Litke y Thomas Joseph White, ambos sacerdotes católicos de la Provincia de San José de la Orden Dominicana, en la Casa de Estudios Dominicana en Washington D. C.. Al principio tocaban música tradicional irlandesa, pero otros hermanos dominicos se unieron a las sesiones recreativas semanales del grupo y formaron la banda en 2014. A medida que la banda comenzó a tocar en eventos organizados por la Casa de Estudios y como un esfuerzo de evangelización callejera en Washington, introdujeron canciones adicionales de bluegrass y música folklórica de Estados Unidos.
El nombre de The Hillbilly Thomists («Los paletos tomistas») es una referencia a una carta de 1955 de la novelista católica Flannery O'Connor donde escribió que «[t]odos los que han leído Sangre sabia [la novela debut de O'Connor de 1952] piensan que soy una paleta nihilista, cuando en realidad... yo soy una paleta tomista». O'Connor leía todas las noches la Suma teológica de santo dominico Tomás de Aquino, y White sintió que esta descripción era un nombre apropiado para una «banda de bluegrass dominicana compuesta por estudiantes de Tomás de Aquino». White se había interesado por el catolicismo cuando leyó las cartas de O'Connor antes de su conversión en la universidad.

### Primer álbum (2017-2021)

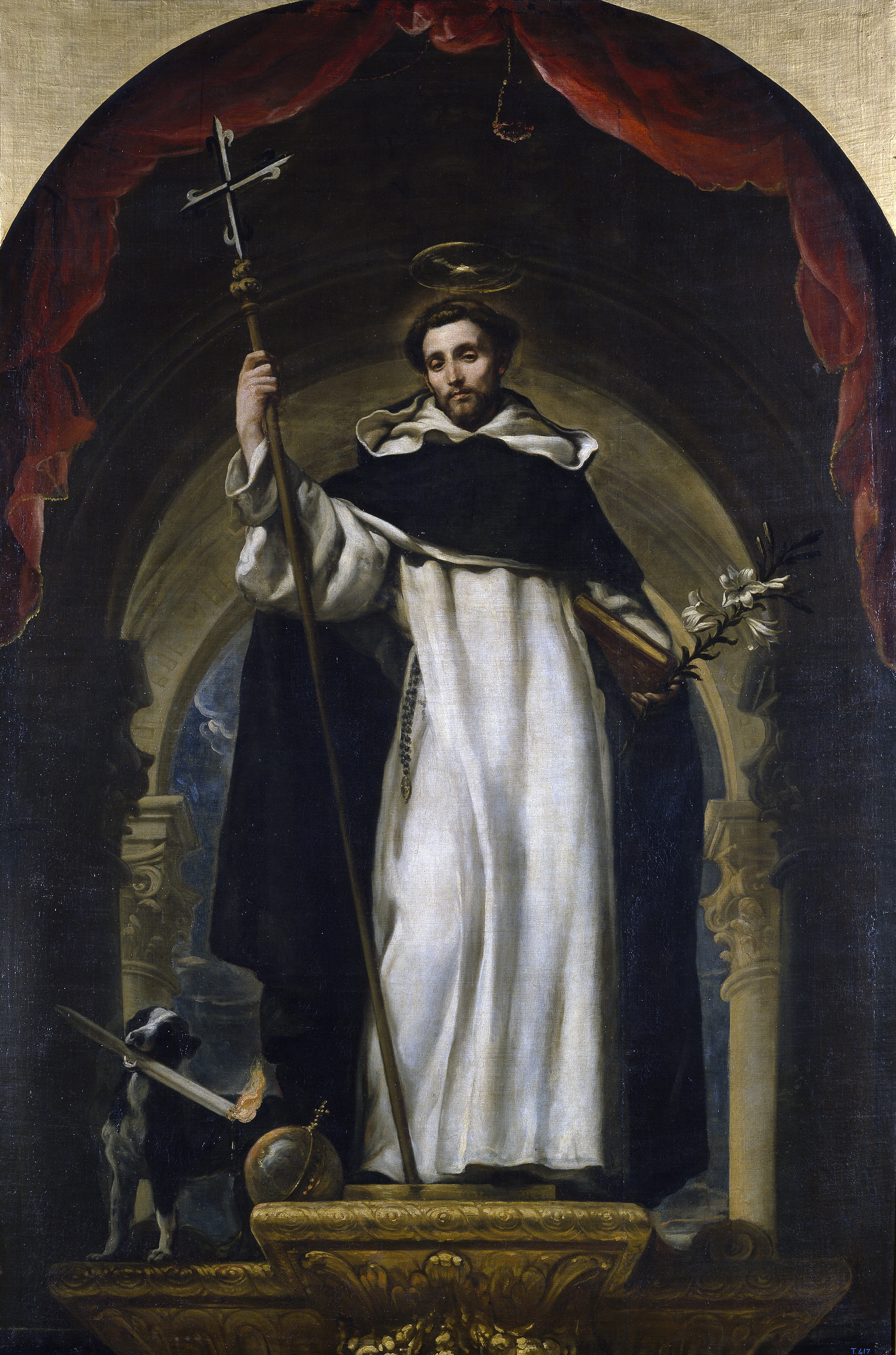
El motivo de un «sabueso del Señor» con una antorcha encendida en la boca, asociado con Santo Domingo y los dominicos, sirvió de inspiración para la canción original de la banda «I'm a Dog» («Soy un perro»).

La banda tocó junta durante casi cuatro años antes de lanzar su primer álbum de estudio, The Hillbilly Thomists, en 2017. El álbum contenía doce canciones, en gran parte extraídas del bluegrass de los siglos XIX y XX, la música de los Apalaches y espirituales protestantes. Dos canciones, la primera, «Leaning on the Everlasting Arms», y la segunda, «Angel Band», fueron reconocibles por su inclusión en las películas de los hermanos Coen True Grit (2010) y O Brother, Where Art Thou? (2000). Una canción instrumental, «St. Anne's Reel», fue un reconocimiento a las raíces de la banda en la música irlandesa. El álbum también incluyó dos arreglos originales de bluegrass de los himno s «Amazing Grace» y «What Wondrous Love Is This». En el momento del lanzamiento del álbum, la banda estaba compuesta por los sacerdotes Litke y White y ocho hermanos dominicos: Justin Bolger, Timothy Danaher, Brad Elliott, Peter Gautsch, Joseph Hagan, Constantius Sanders, Jonah Teller y Simon Teller.
También en el álbum estaba la canción original «I'm a Dog» de Bolger, que se inspiraba en el concepto dominicano de convertirse en un «sabueso del Señor». La tradición dominicana sostiene que Juana de Aza –a quien se describe como la madre de Santo Domingo, el fundador de los dominicos– «vio en una visión que llevaría en su vientre un perro que, con una antorcha encendida en su boca y saltando de su vientre, parecía incendiar toda la tierra». La letra de la canción, inspirada en este motivo, describe la misión dominicana de difundir el evangelio.
El álbum recibió críticas positivas de Matthew Becklo de la organización de medios católica Word on Fire, C. C. Pecknold de la revista cristiana First Things y Rod Dreher de The American Conservative. El álbum alcanzaría la tercera posición en la lista de bluegrass de Billboard. También se ubicó entre los 20 mejores álbumes de Amazon. La banda esperaba que su música pudiera servir como medio de evangelización y recaudación de fondos en nombre de la Casa de Estudios; en 2024, Simon Teller dijo que la banda lanzó el álbum también para ayudar a cubrir su seguro médico.

### Living for the Other SideyHoly Ghost Power(2021-2024)
La banda grabó su segundo álbum de estudio, Living for the Other Side, durante un lapso de diez días en una casa de retiro espiritual dominicana en las montañas de Catskill y lo lanzó en el día de la festividad de Santo Tomás de Aquino, el 28 de enero de 2021. Este álbum se desvió del patrón de su primer lanzamiento, con la mayoría de las pistas siendo composiciones originales de la banda. El 27 de enero se lanzó un video musical de su canción «Our Help Is in the Name of the Lord», escrita por Bolger y Jonah Teller, que mostraba a los frailes trabajando, rezando y tocando música. White, quien en 2021 enseñaba en la Universidad Pontificia de Santo Tomás de Aquino en Roma, dijo que no veía el álbum principalmente como una forma de predicación, sino que sus temas católicos y dominicanos reflejaban la vida cotidiana de los frailes. Las ganancias del álbum y del merchandising de la banda fueron destinadas a la Casa de Estudios.
En una reseña de Living for the Other Side para la revista católica America, Mary Grace Mangano describió las letras del álbum como «poéticas, humorísticas y veraces» y comparó favorablemente la música espiritual con las obras de Thomas Merton. En una reseña del mismo álbum para Word on Fire, Andrew Petiprin dijo que la canción «Bourbon, Bluegrass, & the Bible», escrita por White, fue «uno de los puntos culminantes del disco». Petiprin dijo que esperaba que el trabajo de la banda ganara popularidad en el mundo de la música secular y «llegara al corazón con la verdad del Evangelio. Eso es lo que siempre hace la buena predicación». En abril de 2021, la banda tocó en las celebraciones del 150 aniversario de la diócesis de Providence en el Providence College, donde Bolger y Gautsch eran capellanes.
El tercer álbum de la banda, Holy Ghost Power, fue lanzado el 7 de julio de 2022. Se lanzó un sencillo, «Good Tree», antes del álbum completo de 13 canciones. El álbum integró elementos de los géneros blues y rockabilly de Nueva Orleans y presentó el piano de manera más prominente que en el trabajo anterior de la banda. Los temas católicos siguieron siendo un elemento en las letras del tercer álbum, con la canción principal presentando una referencia a la Eucaristía y «The Power and the Glory» haciendo referencia a la confesión sacramental. Se anunció una gira para promocionar el álbum, el Old Highway Tour, antes del lanzamiento del álbum, que incluyó paradas en Washington D. C., Pittsburgh, Chicago, Cincinnati, Nashville, Cleveland y Nueva York. Al igual que The Hillbilly Thomists, Holy Ghost Power llegó cerca de la cima de la lista de bluegrass de Billboard y alcanzó la posición número cinco. En noviembre de 2023, cuatro miembros de la banda dieron su primer concierto internacional en la Universidad Pontificia de Santo Tomás de Aquino en Roma, atrayendo a 600 asistentes.

### Marigold(2024-presente)

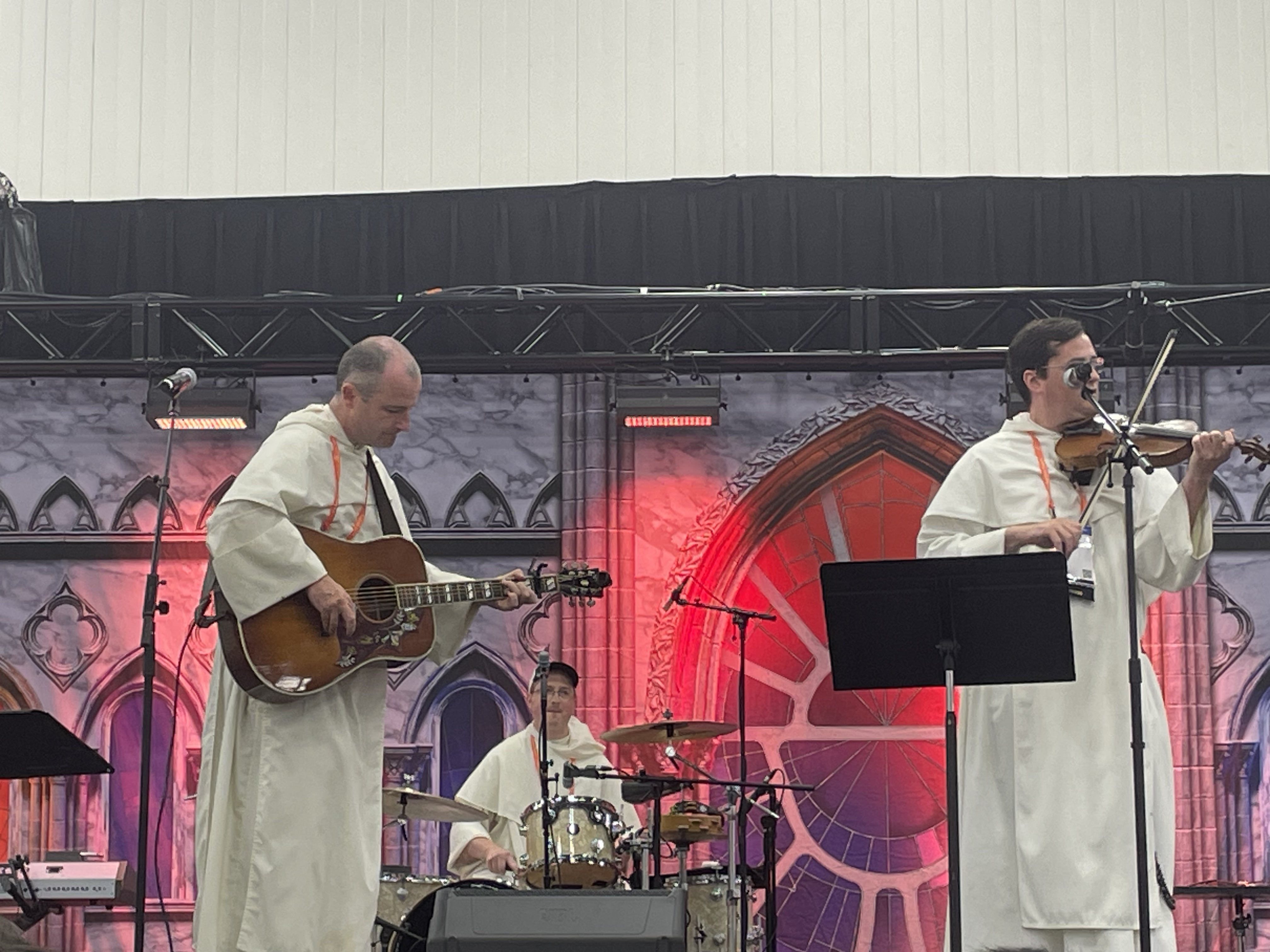
The Hillbilly Thomists en el 10.º Congreso Eucarístico Nacional, julio de 2024.

The Hillbilly Thomists adelantaron su cuarto álbum para fines de 2023 con un video de un minuto que muestra a los frailes grabando y rezando. Marigold, de 13 canciones, se lanzó el 26 de julio de 2024, con un himno de Isaac Watts y las otras doce pistas escritas por los frailes. El álbum se estrenó en la segunda posición de la lista de bluegrass de Billboard. En 2024, los miembros de la banda incluían a Justin Bolger, Timothy Danaher, Peter Gautsch, Joseph Hagan, Austin Litke, Jonah Teller, Simon Teller y Thomas Joseph White. 
Mike Kerrigan ha valorado positivamente Marigold para Fox News. Arsenio Orteza, escribiendo para la revista cristiana World en septiembre de 2024, dijo que la banda probablemente no tendría tantos seguidores si no fueran frailes dominicos. Sin embargo, Orteza encontró que Marigold era instrumentalmente sólido y «lo que a sus voces les falta en fuerza lo compensan con armonías».
El programa anual de los miembros de la banda incluye 50 semanas de tareas ministeriales y académicas, con dos semanas dedicadas a giras. Tocaron un concierto el 19 de julio de 2024, como parte del 10.º Congreso Eucarístico Nacional en Indianápolis (Indiana). La banda tocó un espectáculo gratuito en Park City (Utah), el 22 de julio y un espectáculo con entradas agotadas el 8 de agosto en Washington D. C.. Otras paradas en su gira de 2024 incluyeron Knoxville (Tennessee), Charlotte (Carolina del Norte), San Agustín (Florida) y Savannah (Georgia). Mientras estaban en Savannah, la banda pudo visitar el lugar de nacimiento de O'Connor. Un concierto de la banda sirvió como conclusión de la segunda peregrinación anual del Rosario Dominicano en la Basílica del Santuario Nacional de la Inmaculada Concepción en el campus de la Universidad Católica de América en D. C. el 28 de septiembre.

## Miembros de la banda
Miembros actuales

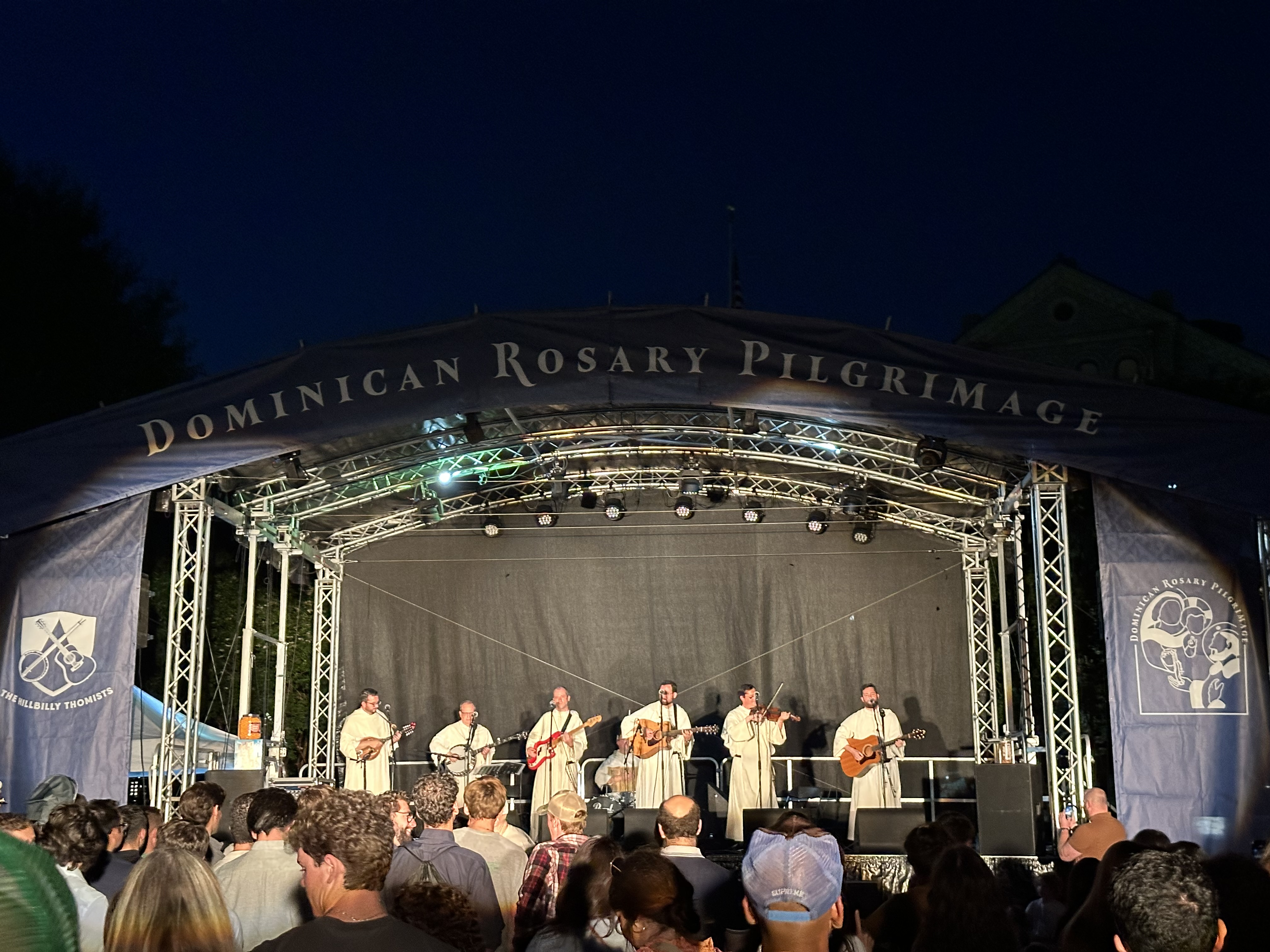
The Hillbilly Thomists en la peregrinación del rosario dominicano, 2024.

- Austin Litke – mandolina, guitarra, voz
- Thomas Joseph White – banyo, dulcimer, voz
- Justin Bolger – guitarra, piano, acordeón, bajo, voz
- Timothy Danaher – voz
- Peter Gautsch – mandolina, piano, guitarra, voz
- Joseph Hagan – batería, tabla de lavar, bodhrán
- Jonah Teller – guitarra, voz
- Simon Teller – violín, voz[1][7]

Miembros antiguos
- Brad Elliott – batería
- Constantius Sanders – voz

## Discografía
- The Hillbilly Thomists (2017)
- Living for the Other Side (2021)
- Holy Ghost Power (2022)
- Marigold (2024)